# Ascidia munda
Ascidia munda is een zakpijpensoort uit de familie van de Ascidiidae. De wetenschappelijke naam van de soort is voor het eerst geldig gepubliceerd in 1898 door Sluiter.